# Frederik II van Zwaben
Frederik II van Zwaben bijgenaamd Frederik de Eenogige (1090 - Alzey, 4 april 1147) was van 1105 tot aan zijn dood in 1147 hertog van Zwaben. Hij stamde uit het geslacht der Hohenstaufen.

## Levensloop
Hij was de oudste zoon van hertog Frederik I van Zwaben en Agnes van Waiblingen, een zus van keizer Hendrik IV van het Heilig Roomse Rijk.
In 1105 volgde hij zijn vader op als hertog van Zwaben. Samen met zijn jongere broer Koenraad zette hij de politiek van zijn vader om de gebieden van de Hohenstaufen uit te breiden voort. Terwijl zijn broer het hertogdom Franken verwierf, concentreerde Frederik zich op de Mittelrhein en de Elzas, waar hij meerdere burchten liet bouwen.
In 1108 nam Frederik deel aan de veldtocht tegen Koloman van Hongarije en in 1110-1111 begeleidde hij keizer Hendrik V op zijn audiëntie met paus Paschalis II in Rome. Frederik en zijn broer Koenraad bleven keizer Hendrik V steeds trouw en toen Hendrik in 1116 op veldtocht naar Italië vertrok benoemde hij ze tot regenten. Hierdoor werd de machtspositie van de Hohenstaufen belangrijker en tegelijkertijd breidde hun grondgebied ook uit.
In 1120 huwde Frederik met Judith van Beieren, die in 1130 stierf. Samen kregen ze twee kinderen:
- Frederik I Barbarossa (1122-1190), hertog van Zwaben en daarna koning van Duitsland en keizer van het Heilig Roomse Rijk.
- Bertha (overleden in 1194/1195), huwde met Mattheus I van Lotharingen

Na de dood van keizer Hendrik V in 1125 stierf de Salische dynastie in mannelijke lijn uit. Toen in Mainz de nieuwe heerser van het Heilig Roomse Rijk werd verkozen, stelde Frederik zich kandidaat omdat Hendrik hem voor zijn dood had benoemd tot zijn erfgenaam. Frederik en zijn broer Koenraad waren via hun moeder Agnes ook verbonden met de Salische dynastie. Het was echter niet Frederik, maar hertog Lotharius van Saksen die tot de nieuwe heerser van het Heilig Roomse Rijk werd verkozen. Frederik weigerde echter Lotharius te erkennen en weigerde zijn eed van trouw aan hem af te leggen. 
Ook kwamen Frederik en Koenraad met Lotharius III in conflict over de landgoederen die ze van keizer Hendrik V geërfd hadden. Bij deze landgoederen waren ook kroondomeinen en Lotharius vond dat die aan hem toebehoorden. In januari 1126 sloot Lotharius met enkele Duitse vorsten een akkoord om die kroondomeinen militair op te eisen. Zo bezette Lotharius onder meer gebieden in Opper-Lotharingen, de Elzas en de Mittelrhein zonder veel strijd te moeten voeren, maar waagde hij het niet om Zwaben binnen te vallen. Een aanval van de hertog van Beieren op Zwaben mislukte en in 1127 moest Lotharius het beleg van de stad Neurenberg afbreken. Door zijn nederlaag verloor Lotharius steun bij enkele van zijn bondgenoten. Tijdens de strijd verloor Frederik een oog en was daardoor lichamelijk niet meer in staat voor het koningschap van Duitsland. Zijn jongere broer Koenraad zette voortaan in naam van Frederik de strijd tegen Lotharius III verder.
In december 1127 liet Koenraad zich uitroepen tot tegenkoning van Duitsland. Frederik bleef wel legeraanvoerder en veroverde in 1128 de stad Spiers, terwijl Koenraad in Italië steun trachtte te vinden, wat echter mislukte. In 1130 veroverde Lotharius Speyer opnieuw, wat een keerpunt betekende voor Frederik en Koenraad. Ook verloren ze de stad Nürnberg en de gebieden rond die stad. Hetzelfde jaar stierf ook Frederiks vrouw Judith.
In 1132 hertrouwde hij met Agnes van Saarbrücken, die ook uit een familie stamde die tegen keizer Lotharius III was. Samen kregen ze drie kinderen: 
- Judith (1133-1191), huwde met landgraaf Lodewijk II van Thüringen
- Koenraad de Staufer (1134-1195), paltsgraaf aan de Rijn.
- Luitgardis (1135 - na 1155)

In 1134 zette Lotharius zijn offensief tegen de Hohenstaufen verder. Frederik en Koenraad hadden het moeilijk om tegelijkertijd de legers van Lotharius en Hendrik de Trotse van Beieren te bekampen en in 1135 moesten ze zich overgeven. Als straf moesten beide broers in boetekleed voor Lotharius verschijnen, hun eed van trouw zweren en steun geven aan Lotharius' tocht in Italië. 
In 1147 stierf Frederik II van Zwaben in de stad Alzey. Hij en zijn tweede vrouw Agnes werden begraven in het klooster van Sint-Walburga in de Elzas, maar beide graven zijn vandaag verdwenen. Zijn oudste zoon Frederik volgde hem op als hertog van Zwaben en werd in 1152 koning van Duitsland en keizer van het Heilig Roomse Rijk.

## Voorouders
| Voorouders van Frederik II van Zwaben (1090-1147) | Voorouders van Frederik II van Zwaben (1090-1147)                    | Voorouders van Frederik II van Zwaben (1090-1147)                    | Voorouders van Frederik II van Zwaben (1090-1147)                    | Voorouders van Frederik II van Zwaben (1090-1147)                    | Voorouders van Frederik II van Zwaben (1090-1147)                    | Voorouders van Frederik II van Zwaben (1090-1147)                    | Voorouders van Frederik II van Zwaben (1090-1147)                    | Voorouders van Frederik II van Zwaben (1090-1147)                    |
| ------------------------------------------------- | -------------------------------------------------------------------- | -------------------------------------------------------------------- | -------------------------------------------------------------------- | -------------------------------------------------------------------- | -------------------------------------------------------------------- | -------------------------------------------------------------------- | -------------------------------------------------------------------- | -------------------------------------------------------------------- |
| Overgrootouders                                   | ? (-) ∞ ? (-)                                                        | ? (-) ∞ ? (-)                                                        | ? (-) ∞ ? (-)                                                        | ? (-) ∞ ? (-)                                                        | Keizer Hendrik III (1017-1056) ∞ 909 Agnes van Poitou (1024-1077)    | Keizer Hendrik III (1017-1056) ∞ 909 Agnes van Poitou (1024-1077)    | Otto van Savoye (1021-1059) ∞ Adelheid van Susa (1014/20-1091)       | Otto van Savoye (1021-1059) ∞ Adelheid van Susa (1014/20-1091)       |
| Grootouders                                       | Frederik van Büren (-) ∞ Hildegard van Egisheim (-)                  | Frederik van Büren (-) ∞ Hildegard van Egisheim (-)                  | Frederik van Büren (-) ∞ Hildegard van Egisheim (-)                  | Frederik van Büren (-) ∞ Hildegard van Egisheim (-)                  | Keizer Hendrik IV (1050-1106) ∞ Bertha van Savoye (1051-1087)        | Keizer Hendrik IV (1050-1106) ∞ Bertha van Savoye (1051-1087)        | Keizer Hendrik IV (1050-1106) ∞ Bertha van Savoye (1051-1087)        | Keizer Hendrik IV (1050-1106) ∞ Bertha van Savoye (1051-1087)        |
| Ouders                                            | Frederik I van Zwaben (1050-1105) ∞ Agnes van Waiblingen (1072-1143) | Frederik I van Zwaben (1050-1105) ∞ Agnes van Waiblingen (1072-1143) | Frederik I van Zwaben (1050-1105) ∞ Agnes van Waiblingen (1072-1143) | Frederik I van Zwaben (1050-1105) ∞ Agnes van Waiblingen (1072-1143) | Frederik I van Zwaben (1050-1105) ∞ Agnes van Waiblingen (1072-1143) | Frederik I van Zwaben (1050-1105) ∞ Agnes van Waiblingen (1072-1143) | Frederik I van Zwaben (1050-1105) ∞ Agnes van Waiblingen (1072-1143) | Frederik I van Zwaben (1050-1105) ∞ Agnes van Waiblingen (1072-1143) |